# Dublin Swift
Die Dublin Swift ist eine Schnellfähre der Reederei Irish Ferries.

## Geschichte
Das Schiff des Typs „Austal TSV 101“ wurde unter der Baunummer 130 auf der Werft Austal in Henderson, Australien, gebaut.
Die Kiellegung fand am 18. August 2000, der Stapellauf am 8. April 2001 statt. Die Fertigstellung des Schiffes erfolgte am 1. Juli 2001.

### Westpac Express
Das Schiff wurde im Juli 2001 von der Bauwerft an das Military Sealift Command der United States Navy für eine Testphase verchartert. Im Januar 2002 charterte das Military Sealift Command das Schiff für zunächst drei Jahre. Der Chartervertrag wurde mehrfach verlängert und lief schließlich Ende 2017 aus.
Das Schiff wurde als Westpac Express (HSV 4676) unter US-amerikanischer Flagge mit Heimathafen Mobile betrieben und vom III. Marine Expeditionary Force und dem US Marine Corps für Transportaufgaben im Westpazifik genutzt. Es wurde dabei u. a. während Militärmanövern wie dem „25th Cobra Gold Annual Exercise“ im Mai 2006 in Thailand und dem „Foal Eagle Field Training Exercise“ (FTX) in Südkorea eingesetzt. Außerdem nutzte das US-Militär das Schiff für Transportaufgaben während humanitärer Hilfsaktionen, darunter Hilfen in Thailand im Jahr 2005 infolge des Tsunamis im Indischen Ozean im Dezember 2004 sowie in Japan im Jahr 2011 nach dem Tohoku-Erdbeben.

### Dublin Swift
2016 wurde das Schiff für 13,25 Mio. Euro an die Irish Continental Group verkauft. Sie ließ es nach dem Ende der Charter durch das Military Sealift Command bei Harland & Wolff in Belfast für den Fährverkehr in der Irischen See umbauen. Das in Dublin Swift umbenannte und unter die Flagge Zyperns gebrachte Schiff ersetzte die Jonathan Swift und verkehrt in den Sommermonaten auf der Strecke zwischen Dublin in Irland und Holyhead im Vereinigten Königreich.

## Technische Daten
Das Schiff wird von vier Caterpillar-Dieselmotoren des Typs 3618 mit jeweils 7200 kW Leistung angetrieben. Die Motoren wirken über Untersetzungsgetriebe auf vier Wasserstrahlantriebe. Die Reisegeschwindigkeit des Schiffes beträgt rund 35 kn.
Für die Stromversorgung an Bord stehen vier von Caterpillar-Dieselmotoren des Typs 3408 angetriebene Generatoren zur Verfügung.
Die Maschinenräume sind in den beiden Schwimmkörpern des Katamaranrumpfes untergebracht.
Auf dem Hauptdeck befindet sich ein durchgehendes Ro-Ro-Deck für den Transport verschiedener Ladungen und Fahrzeugen. Das Deck ist über eine Bug- und eine Heckrampe zugänglich. Die nutzbare Höhe des Fahrzeugdecks beträgt zwischen 4,6 und 5,1 m. Auf beiden Seiten ist ein Mezzanin-Deck eingehängt, das weitere Nutzfläche zur Verfügung stellt. Die Höhe unter den Mezzanin-Decks beträgt 2,7 m und auf den Decks 2,0 m. Insgesamt stehen 2490 m² Nutzfläche zur Verfügung. Die maximale Achslast auf dem Hauptdeck beträgt 15 t, unter den Mezzanin-Decks 3 t und auf den Mezzanin-Decks 1,2 t.
Auf dem über dem Hauptdeck liegenden Oberdeck befanden sich Einrichtungen für 26 Besatzungsmitglieder und Sitzplätze für 900 Personen. Mit dem Schiff konnten Bataillone in entsprechender Personenstärke mit Material in Marsch gesetzt werden und dabei entsprechende kosten- und zeitintensive Flüge durch das Air Mobility Command der US Air Force eingespart werden. Das Militar Sealift Command betrieb das Schiff mit 14 zivilen Besatzungsmitgliedern.